# Microthelys markowskiana
Microthelys markowskiana là một loài thực vật có hoa trong họ Lan. Loài này được (Szlach.) Szlach. mô tả khoa học đầu tiên năm 1996.